# Богачевський Михайло Борисович
Миха́йло Бори́сович Богаче́вський (30 березня 1908 — 8 вересня 1968) — український радянський педагог, економіст, доктор економічних наук (1950), професор (1956).

## Життєпис
Народився 30 березня 1908 року у місті Первомайськ Миколаївської області.
У 1930 році закінчив Одеський інститут народного господарства. У 1931—1941 роках — доцент, директор Одеської філії Всесоюзного заочного фінансово-економічного інституту.
У червні 1941 року Одеським Водно-Транспортним РВК призваний до лав РСЧА. Учасник німецько-радянської війни з червня 1941 року на Південному, Західному, Брянському, 1-му і 2-му Білоруських фронтах: спочатку у складі 362-го батальйону аеродромного обслуговування (бао) 32-го району авіаційного базування (раб), а закінчив війну на посаді начальника трофейного відділення штабу 9-го гвардійського стрілецького корпусу. 23 липня 1946 року капітан адміністративної служби М. Б. Богачевський звільнений у запас.
У 1946—1953 роках — завідувач кафедри, доцент Одеського кредитно-економічного інституту. У 1953—1954 роках — доцент Одеського педагогічного інституту. З 1954 року і до кінця життя — професор, у 1957—1959 роках — завідувач кафедри бухгалтерського обліку і фінансів Львівського торговельно-економічного інституту.
Мешкав у Львові, де й помер 8 вересня 1968 року.

## Нагороди
- Орден Червоної Зірки (21.03.1945).
- Медалі "За перемогу над Німеччниною у Великій Вітчизняній війні 1941- 1945 рр.",  «20 років перемоги у Великій Вітчизняній війні 1941—1945 рр.».

## Основні праці
- Богачевский М. Б. Финансы США и Англии в период общего кризиса капитализма. — М.: Госфиниздат, 1954. (рос.)
- Богачевский М. Б. Финансирование и кредитование потребительской кооперации: учебник для вузов. — М.: Изд-во Центросоюза, 1959. (рос.)
- Богачевский М. Б. Бюджет капиталистического государства. — М.: Госфиниздат, 1960. (рос.)
- Богачевский М. Б. Налоги капиталистических государств. — М.: Соцэкгиз, 1961. (рос.)
- Богачевский М. Б. Финансы и кредит СССР: учебник для вузов. — М.: Экономика, 1964. (рос.)
- Богачевский М. Б., Максименко Р. А., Секретарева И. А. Финансы потребительской кооперации: альбом наглядных пособий. — М.: Экономика, 1967. (рос.)